# Neomegastigmus filius
Neomegastigmus filius är en stekelart som beskrevs av Girault 1915. Neomegastigmus filius ingår i släktet Neomegastigmus och familjen gallglanssteklar. Inga underarter finns listade i Catalogue of Life.